# Garmissen

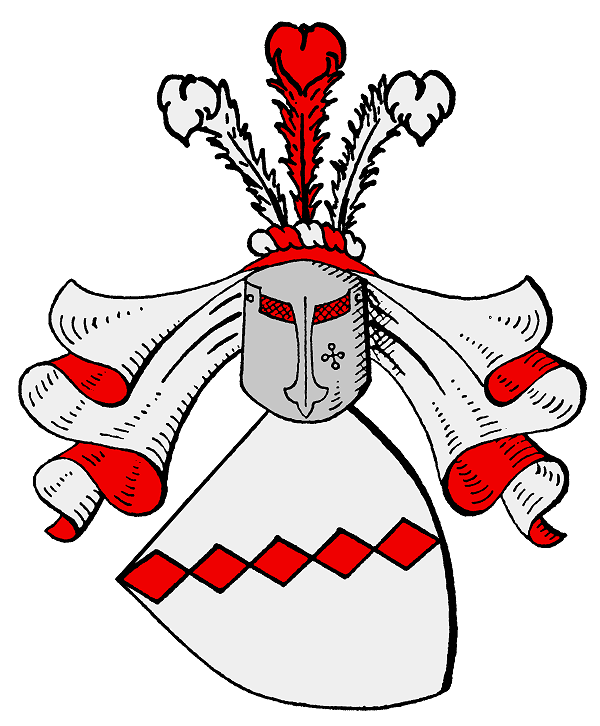
Wappen derer von Garmissen

Garmissen ist der Name eines niedersächsischen Uradelsgeschlechts aus dem Hochstift Hildesheim mit gleichnamigem Stammhaus Garmissen nordöstlich von Hildesheim.

## Geschichte
Das Geschlecht trat bereits im Hochmittelalter als Ministerialen der Grafen von Dassel in Erscheinung, deren Grafschaft sich südwestlich von Hildesheim befand, angrenzend an das Hochstift. In Dassel besaß die Familie von Garmissen noch jahrhundertelang einen vormals gräflichen Hof. 1212	belehnte Graf Adolf I. von Dassel Johannes von Garmissen mit Grundbesitz in Garmissen nordöstlich der alten Bischofsstadt. Dieser Ort wurde bereits 1053 als Germaredessun (Haus des Germard) erwähnt. Am 17. Juli 1230 werden die Brüder Thegenhard und Johann von Germardissen urkundlich erwähnt. Mit dem genannten Johann beginnt die ununterbrochene Stammreihe der Familie.
1207 schenkte König Otto IV. eine Hufe im benachbarten Garbolzum dem Kloster Marienwerder, das 1196 von den Grafen von Roden gegründet worden war; als deren Ministerialen treten seit 1182 die von Alten auf, die ein fast gleiches Wappen wie die von Garmissen führen. Um 1280 erhielt Johannes von Germardissem in Garmissen noch zwei Hufen und zwei Hofstellen von den Edelherren von Meinersen zu Lehen. Die Burg in Garmissen stand westlich des späteren Herrenhauses auf dem Gelände des heutigen Gutsparks, der vom Bruchgraben umflossen wird; sie wurde 1626 im Dreißigjährigen Krieg zerstört, anschließend das heutige Herrenhaus erbaut.

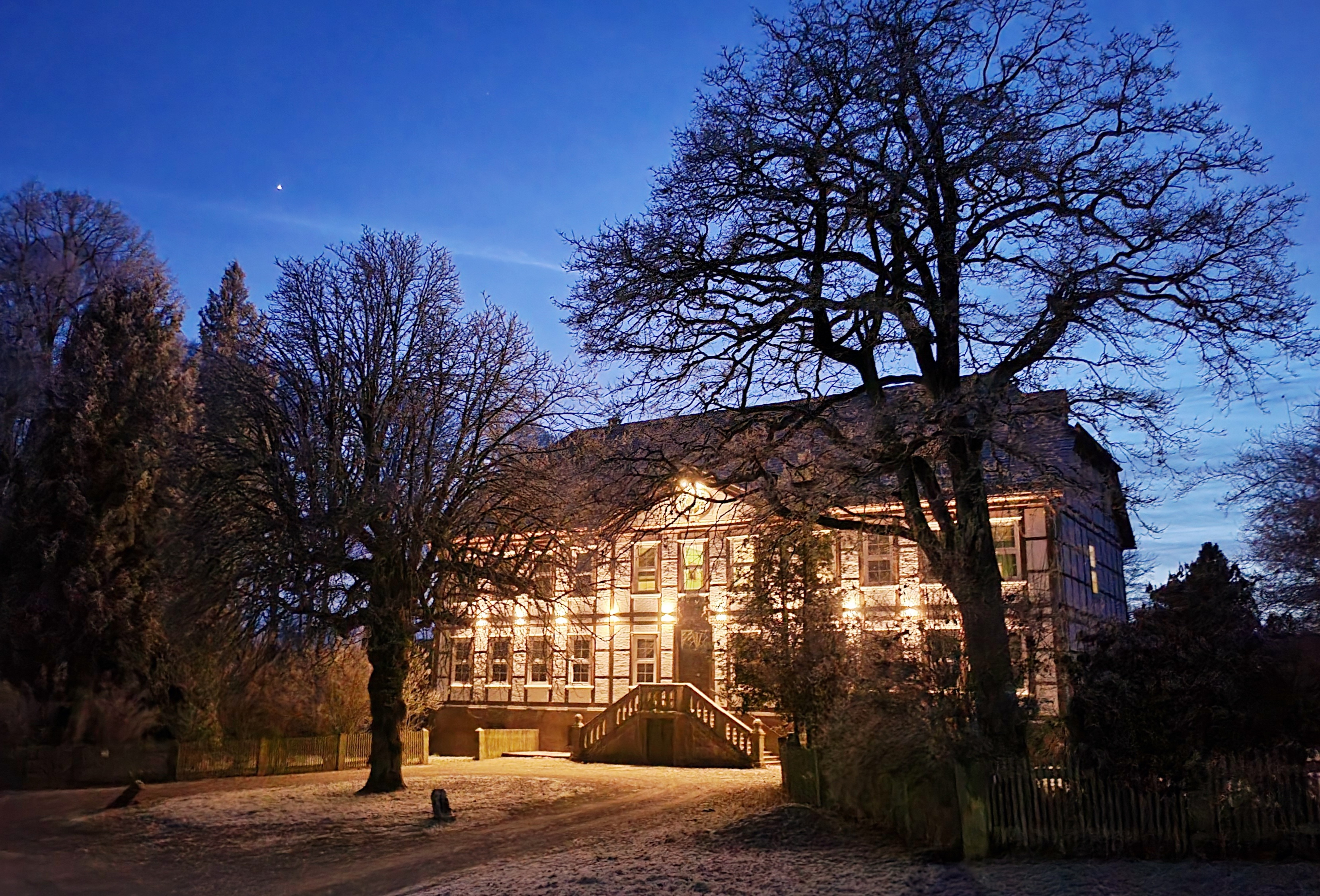
Rittergut Friedrichshausen, Hofansicht

Als der Ritterhof in Dassel im Jahr 1664 niederbrannte (er wurde erst 1741 wieder aufgebaut), machte die Familie das Gut Friedrichshausen südlich von Dassel zu ihrem Hauptsitz, das sich seit der ersten Hälfte des 13. Jahrhunderts bis heute im Familienbesitz befindet. Schon 1310 hatte der letzte Graf von Dassel seinen Besitz an den Bischof von Hildesheim verkauft; die Bischöfe sind 1459 als Lehnsherren für Friedrichshausen erwähnt; zu diesem Zeitpunkt besaß die Anlage einen Bergfried und war somit als Burg ausgebaut. Diese wurde jedoch in der Hildesheimer Stiftsfehde von 1525 zerstört. 1626 heißt es, dass mit Trümmern der zerstörten Burg Teile des Burggrabens zugeschüttet worden seien. Das heutige klassizistische Herrenhaus aus Fachwerk auf Steinsockel wurde 1835–47 erbaut.
Die Familie hatte noch weiteren Lehensbesitz im Hochstift Hildesheim, darunter in Peine. Im 17. und 18. Jahrhundert gab es zwei Linien der Familie, eine auf Garmissen und eine auf Friedrichshausen, deren jeweiliger Besitz bis dahin unter den Söhnen der Familie ausgelost worden war. 1759 kamen beide Zweige durch Heirat wieder zusammen. Das Rittergut Garmissen blieb noch bis 1814 im Besitz der Familie, konnte aber in den Zeiten der napoleonischen Wirren nicht gehalten werden.

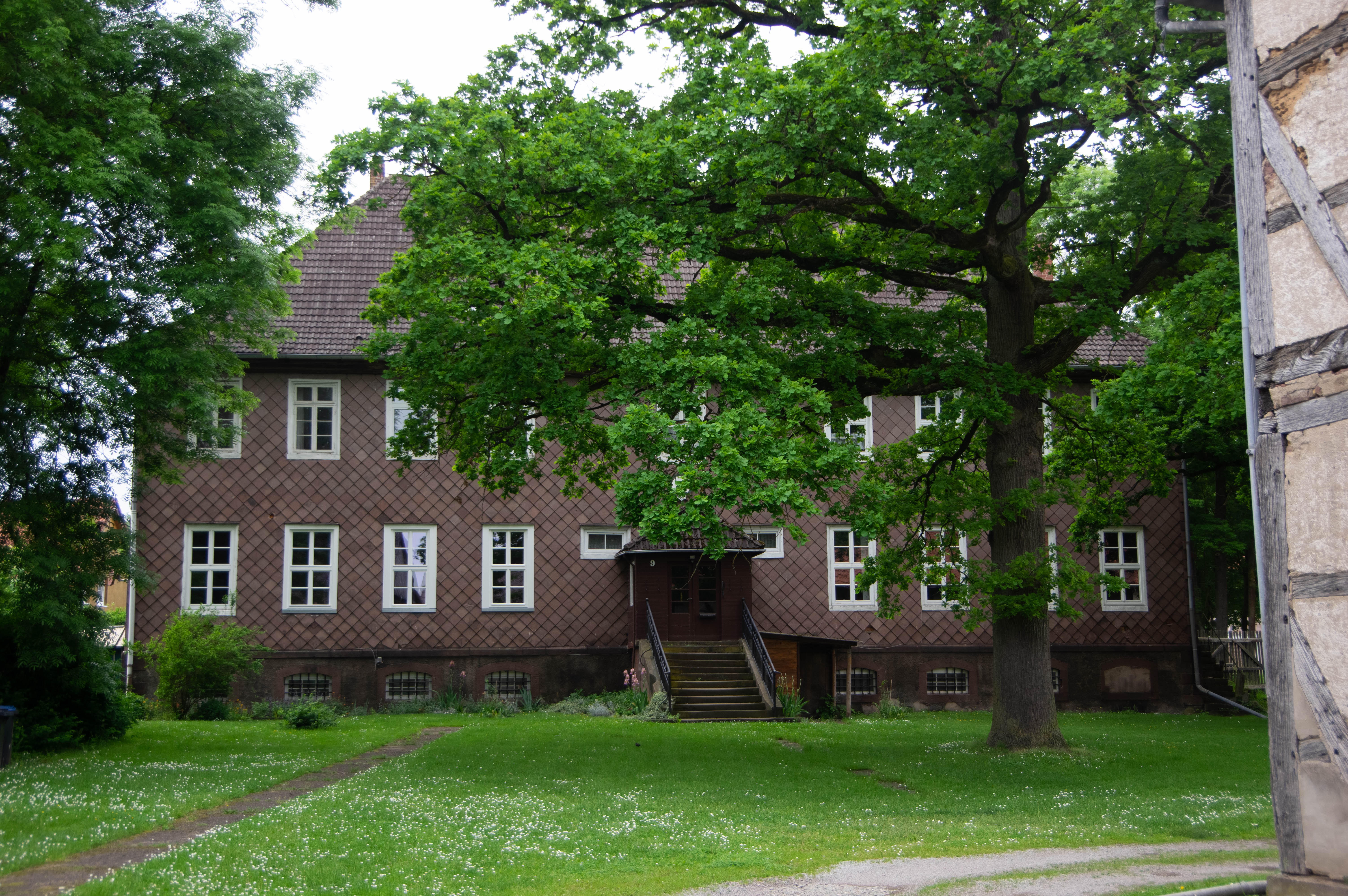
Ritterhof in Dassel (Ritterstraße 9)
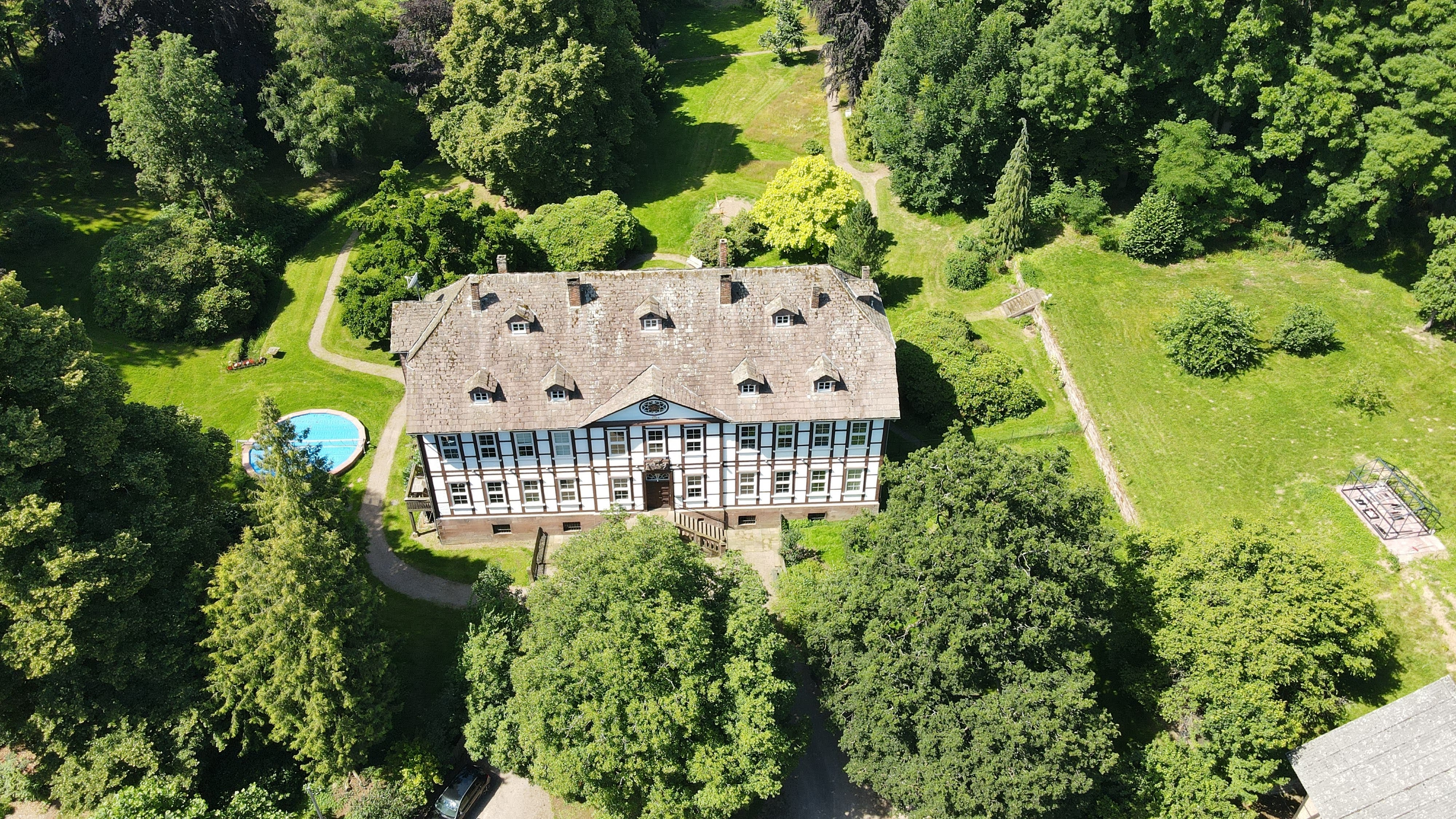
Rittergut Friedrichshausen (Fachwerk-Vorderfront)
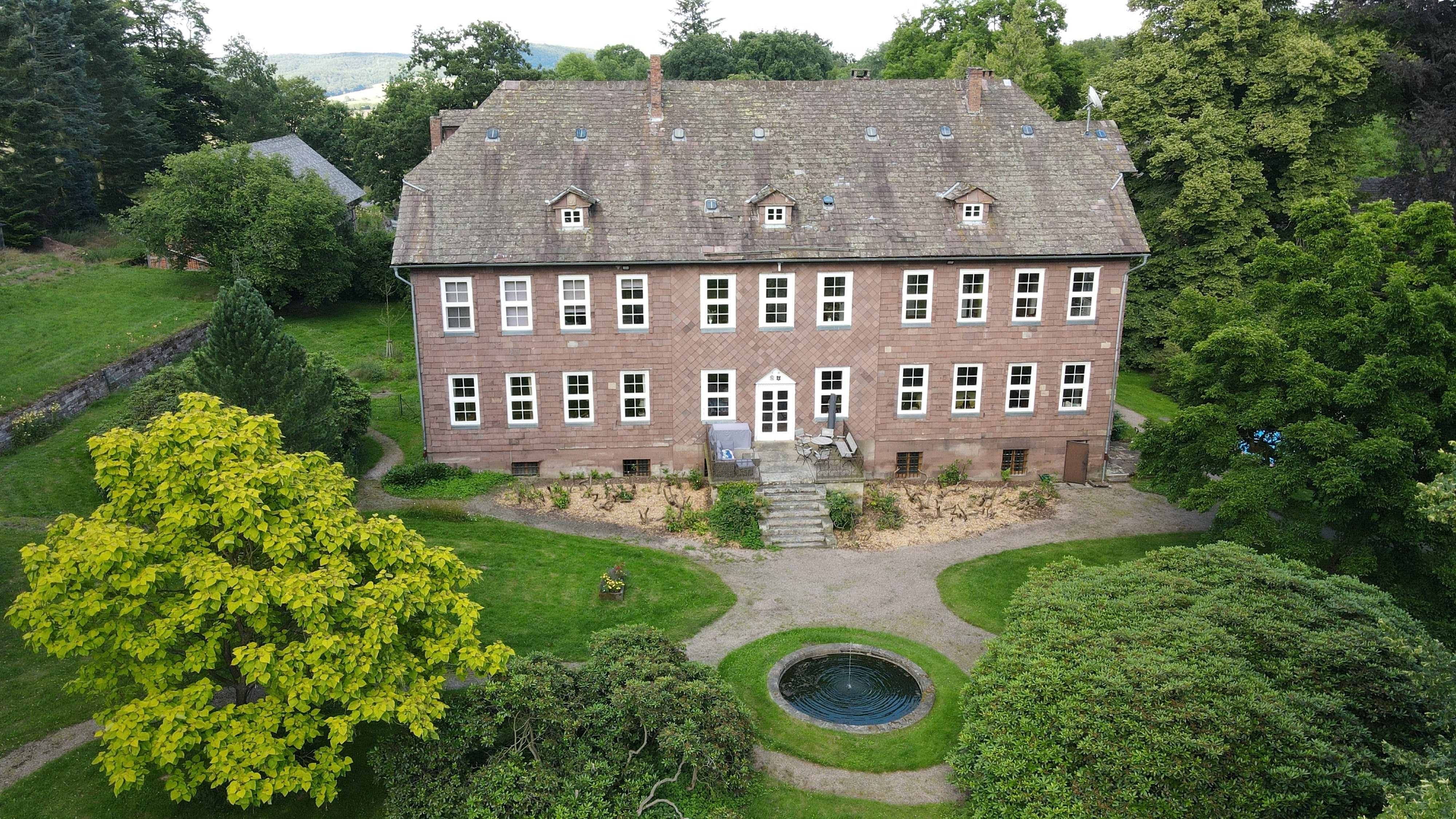
Rittergut Friedrichshausen (Sollingplatten-Rückfront)

## Wappen
Das Wappen zeigt in Silber fünf schrägrechts aneinander gereihte rote Rauten. Auf dem Helm mit rot-silbernen Decken drei (silber, rot, silber) Straußenfedern.
Dieses Wappen wurde von Garmissen-Garbolzum als Ortswappen aufgegriffen, da eine Linie dort begütert war.
Es besteht eine Wappenverwandtschaft zu dem ebenfalls aus dem Hochstift Hildesheim stammenden Adelsgeschlecht von Alten.